# Kahla
Kahla là một thị xã ở huyện Saale-Holzland, trong bang Thüringen, Đức. Đô thị Kahla có diện tích 7,97 km². Kahla nằm bên sông Saale, 14 km về phía nam Jena.